# Arts et Métiers ParisTech
La Escuela Nacional Superior de Artes y Oficios (en francés: École nationale supérieure d'arts et métiers, Arts et Métiers ParisTech o ENSAM, es una de las más antiguas escuelas de ingeniería francesas. La Escuela Nacional Superior de Artes y Oficios está considerada como la mejor escuela de industrialización en el grupo ParisTech, formando ingenieros de muy alto nivel.
Sus estudiantes, los Gadz'Arts, perpetúan antiguas tradiciones (Ropas especiales, ceremonias, jerga, canciones).
Los ingenieros de la Escuela Nacional Superior de Artes y Oficios conservan una influencia consecuente en el mundo industrial y están agrupados en una sociedad, la SOCE, con 30.000 miembros, una de las asociaciones de antiguos alumnos más grande de Europa.

## Historia

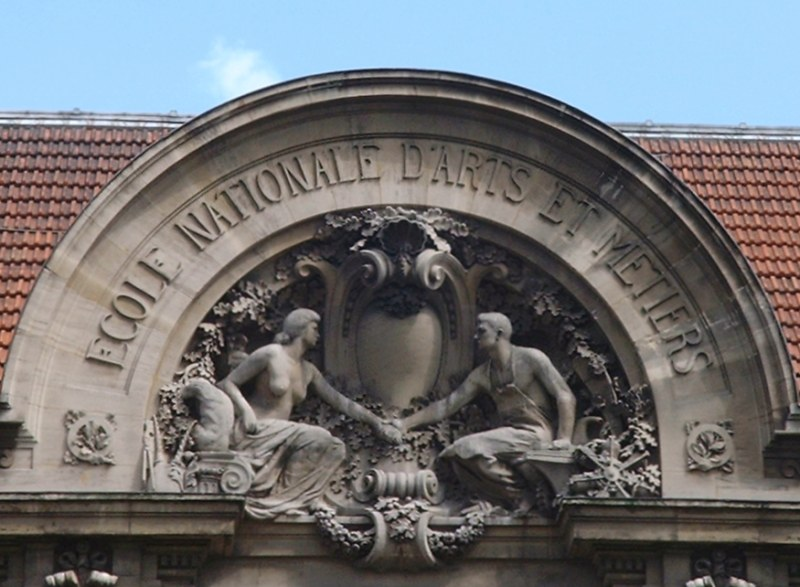
Fachada de la Escuela Nacional Superior de Artes y Oficios.

La primera Escuela Superior de Artes y Oficios fue fundada en 1780 en Liancourt en departamento francés de Oise por el duque Frederic Alexandre de La Rochefoucauld-Liancourt para los alumnos de su regimiento de caballería. Es la primera vez que el aprendizaje manual está incluido en una instrucción general. En este tiempo, la escuela fue dedicada a la formación de obreros especializados y técnicos medios.
En 1792, el duque debe exiliarse, la escuela se instala en el castillo de Liancourt. A su regreso en 1799 la escuela había sido transferida a Compiègne y orientada hacia la armada. Bonaparte, primer cónsul en ese entonces, corrige la situación por medio del decreto del 6 Ventôse Año XI (25 de febrero de 1801), determina los programas de estudio con la ayuda de Monge, Laplace y Bertholet y confiere a la escuela el título de Escuela Nacional Superior de Artes y Oficios.
En 1804, crea una segunda escuela en Beaupreau, y después, en 1806, la escuela de Compiègne es transferida a Châlons-sur-Marne (hoy conocida como Châlons-en-Champagne), la escuela es instalada en el convento confiscado de los hermanos de Toussaint de Doctrine y es el centro más antiguo que sigue en funcionamiento. En 1815, la escuela de Beaupreau es transferida a la abadía del Ronceray en Angers.
El duque de La Rochefoucauld Liancourt muere en París el 27 de mayo de 1827 a la edad de 80 años.
A finales del siglo XIX y principios del XX aparecen 4 nuevas escuelas:
Aix-en-Provence (1843)
Cluny (1890)
Lille (1900)
Paris (1912)
El 22 de octubre de 1907, Gaston Doumergue (Ministro de Industria y Comercio) hace promulgar la ley por la que se crea el diploma de Ingeniero de Artes y Oficios.
En 1963, después de elevar notablemente el nivel de los programas, las Escuelas de Artes y Oficios pasan a ser Escuelas superiores nacionales de artes y oficios (ENSAM). También se abre el centro de Burdeos.
En 1976, el Ministerio de Educación National concede a ENSAM el estatus de Gran Escuela, que implica la reducción de los cursos a tres años, después de un ciclo preparatorio de dos años en Matemáticas avanzadas y otras asignaturas universitarias de corte tecnológico.
En mayo de 1980, la Sociedad de Ingenieros de Artes y Oficios (asociación de antiguos alumnos) celebra el bicentenario de la creación de la prestigiosa escuela en la granja de Liancourt, comprada por la asociación para conmemorar el evento.
El 22 de septiembre de 1998 un nuevo centro abre sus puertas en Metz que recibe alumnos franceses y alemanes.

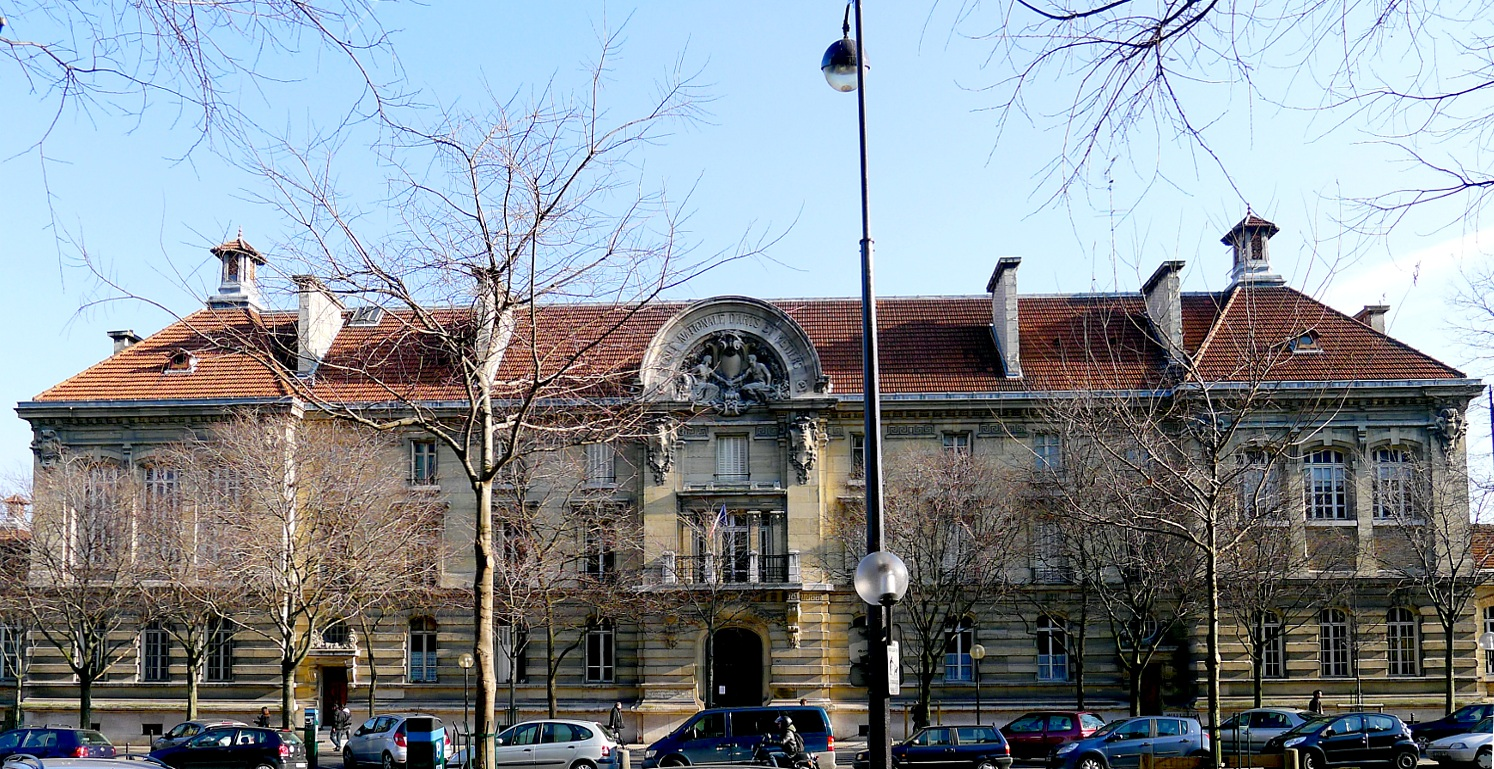
París campus
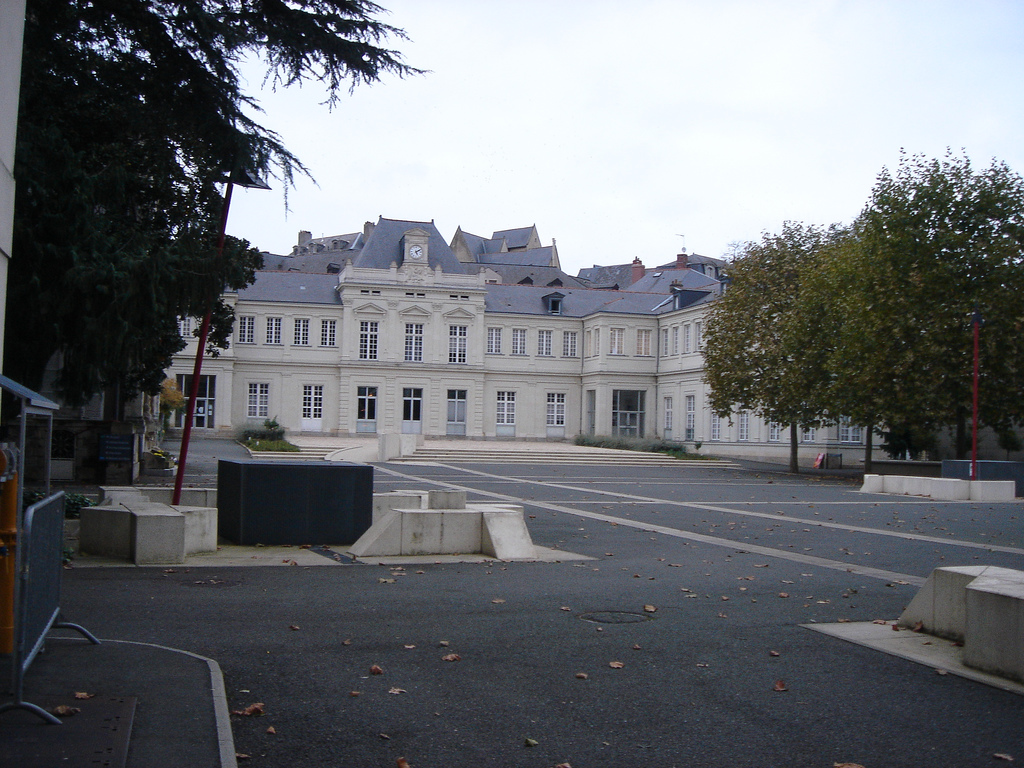
Angers campus
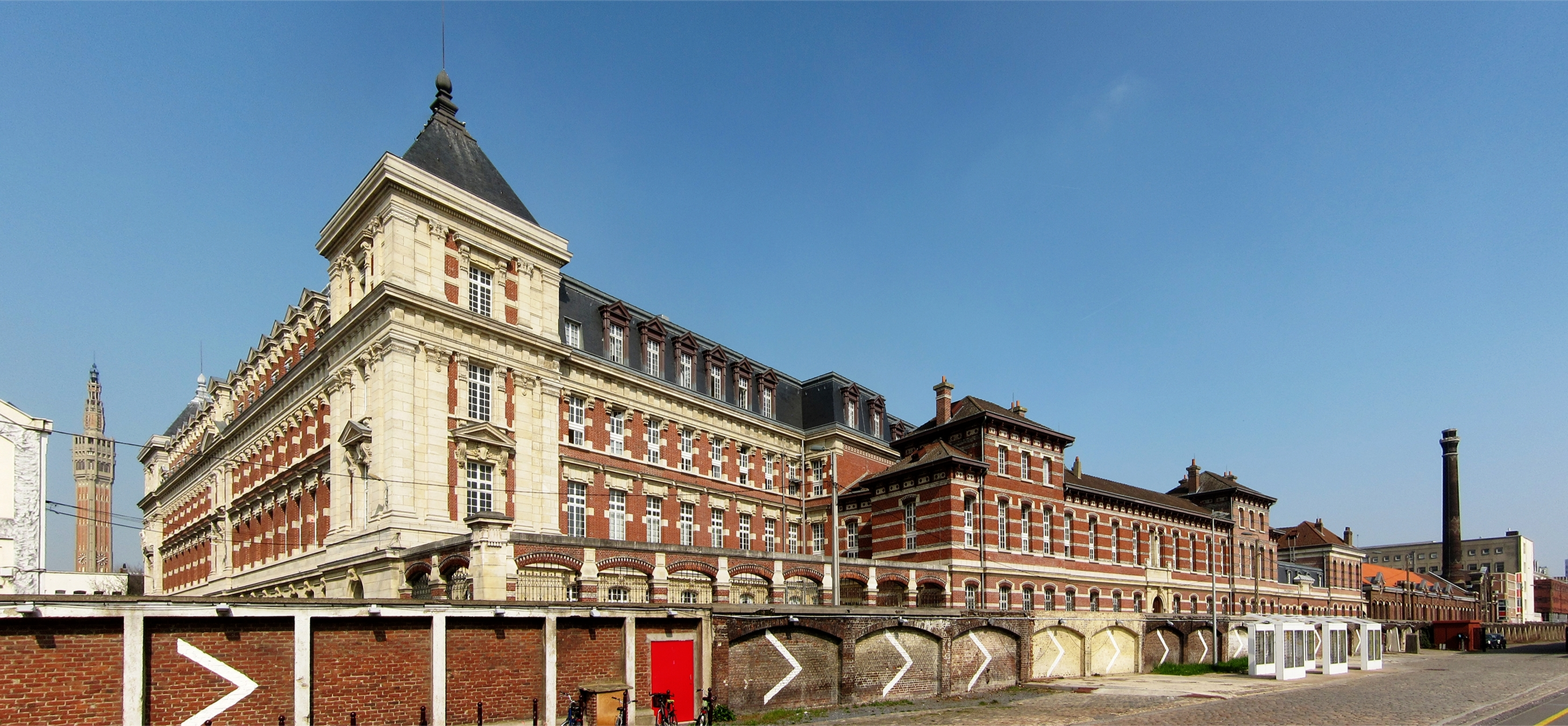
Lille campus
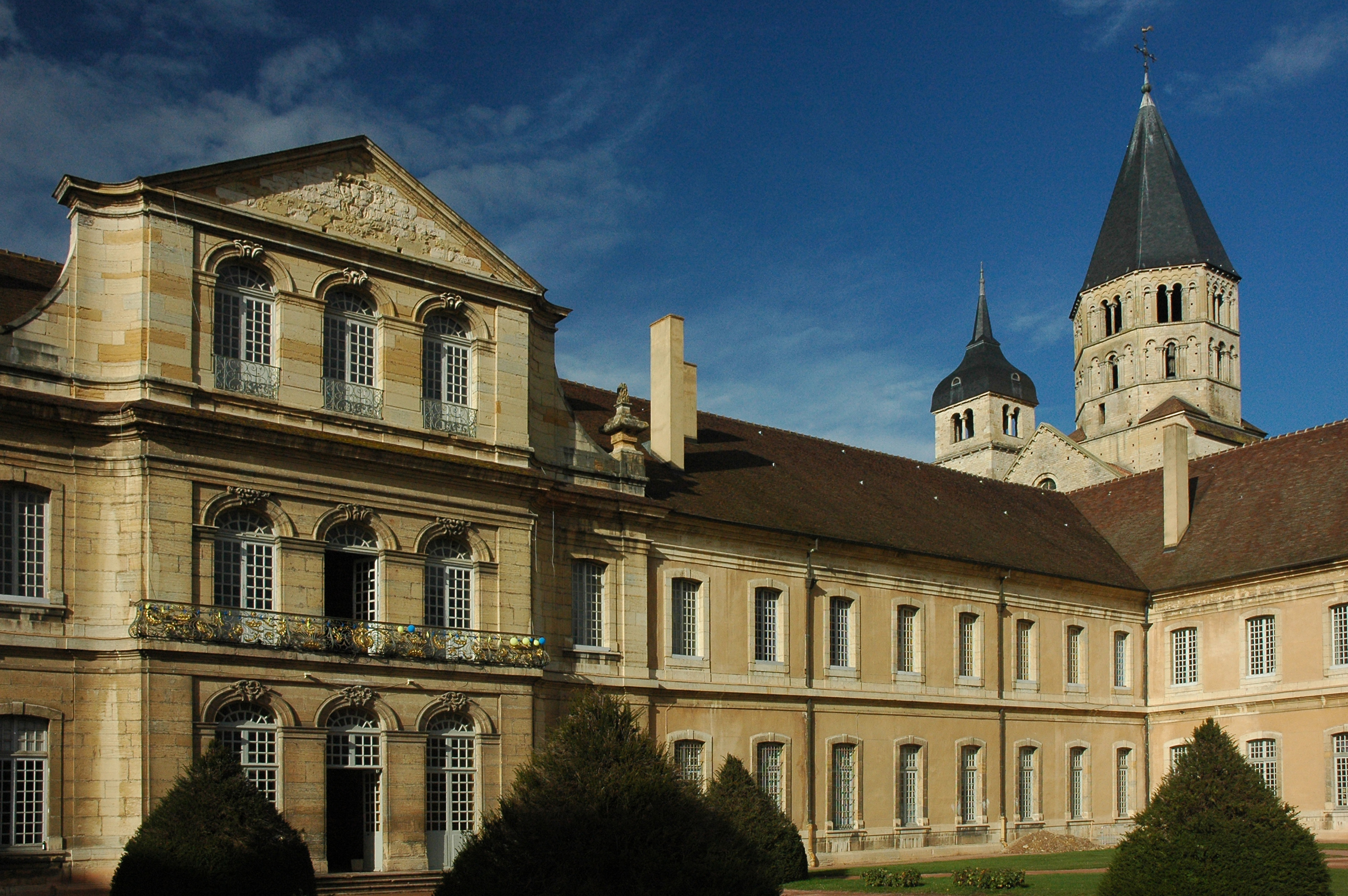
Cluny campus
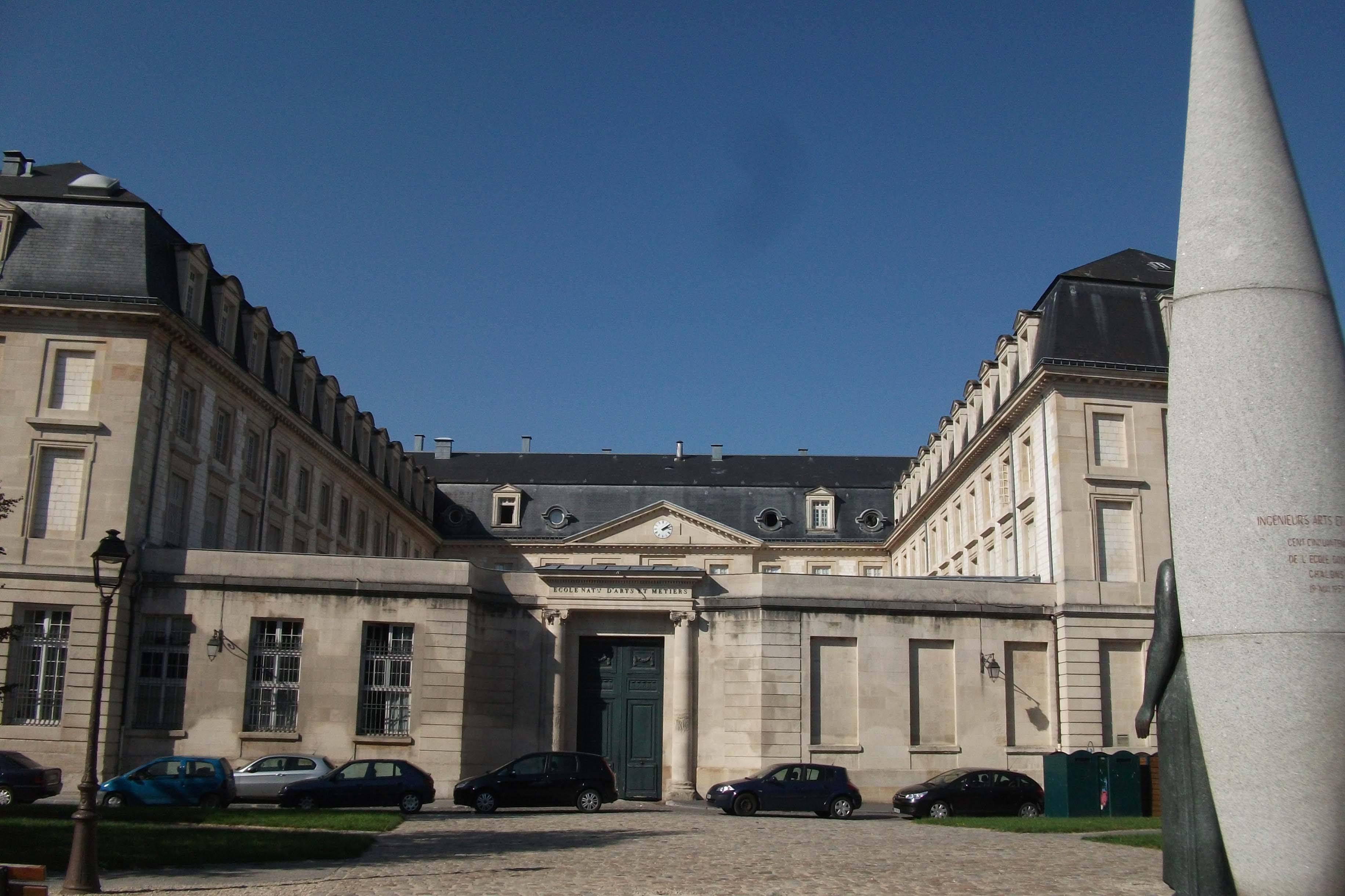
Châlons-en-Champagne campus
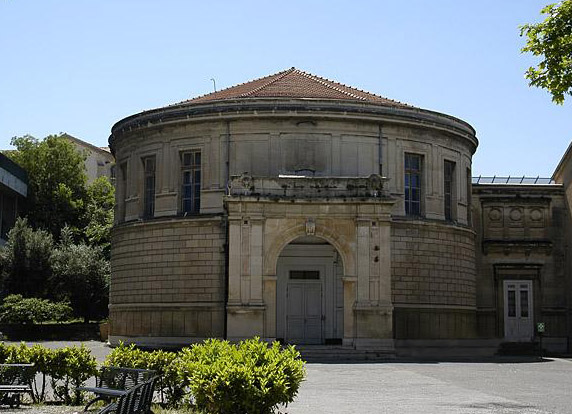
Aix-en-Provence campus

## Posicionamiento
El Ingeniero Artes y Oficios, con el sobrenombre de Gadz'Arts (derivado de «gars des Arts», 'mozo de artes'), es un ingeniero generalista cuya formación se orienta alrededor del ingenio mecánico, energético e industrial. Artes y Oficios ParisTech es la Escuela de Productos y de Sistemas complejos. La organización de Artes y Oficios ParisTech reposa sobre los ocho Centros de Enseñanza y de Investigación (CER) que forman una red coordinada por la Dirección General, haciendo así de Artes y Oficios ParisTech una escuela nacional regionalizada, lo que le confiere proximidad al medio industrial.

## Cifras
(2012)
- 1.100 ingenieros licenciados cada año
- 6.230 estudiantes
- 35.000 Ingenieros de Artes y Oficios repartidos por el mundo
- 400 profesores permanentes de los que 250 son investigadores a tiempo completo
- 200 substitutos industriales
- 600 técnicos y administrativos
- 15 laboratorios y equipos de investigación
- 220 estudiantes de doctorado
- 125 millones de euros de presupuesto
- 15,4 millones de euros en contratos de investigación

## El Ingeniero de Artes y Oficios
El diploma de Ingeniero de Artes y Oficios es un diploma generalista de alta competencia técnica y administrativa. Para conseguir el diploma, un mínimo de 5 años de estudios es necesario. Los estudiantes acogidos en la escuela vienen principalmente de las Clases preparatorias (ciclo preparatorio de dos años en matemática, física y tecnología). Después, el estudiante pasa 3 años en los Artes y Oficios, dos de las cuales son dedicadas al tronco común, y la última es un año de especialización.

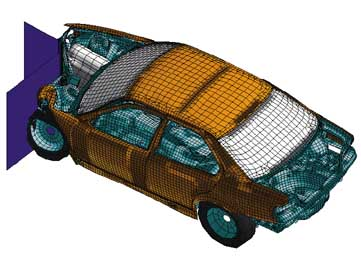
El método de los elementos finitos es desarrollado en mecánica de las estructuras.

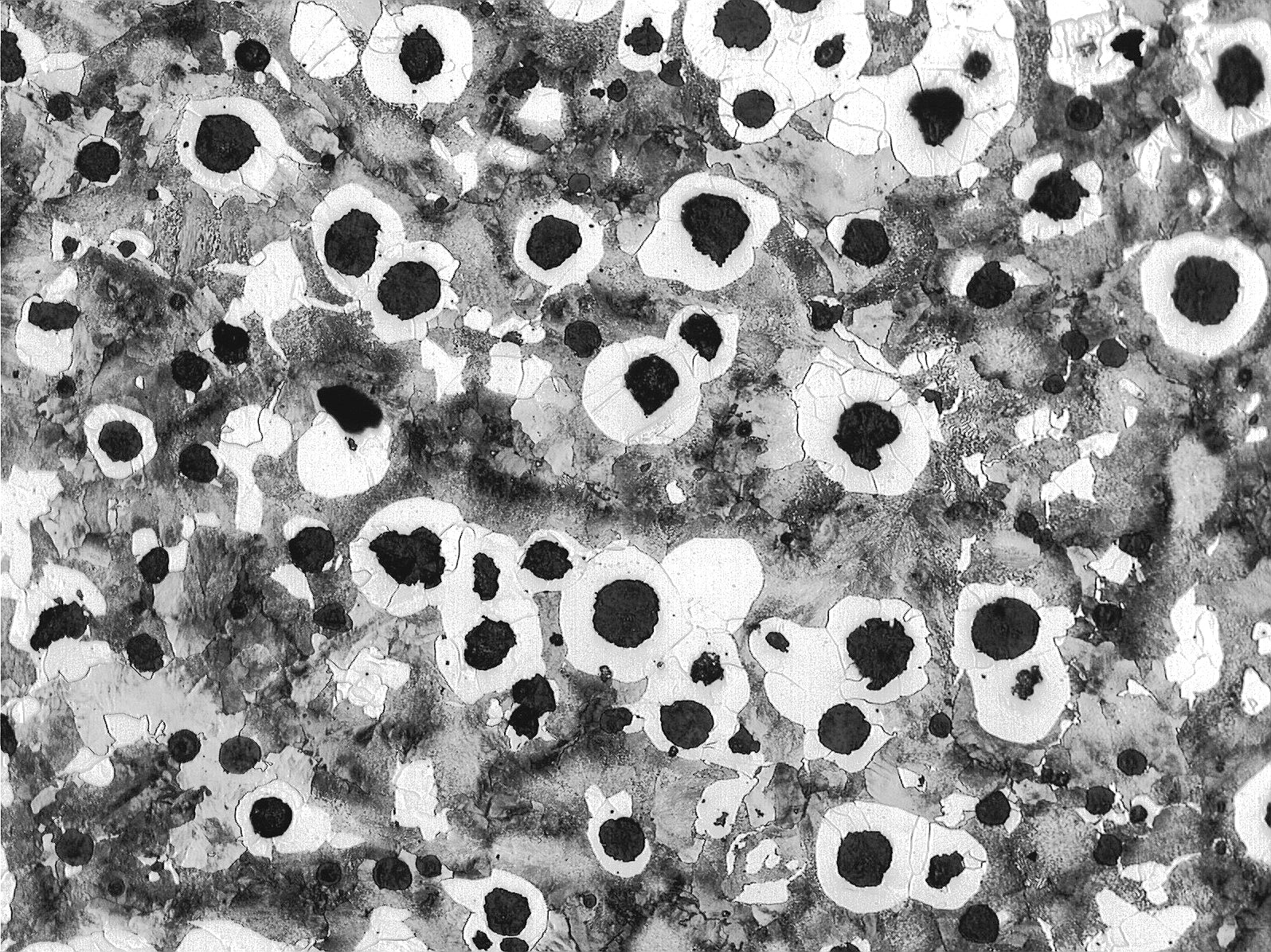
Metalografía es desarrollado en ciencias de los materiales.

Los cursos del tronco común incluyen :
- concepción mecánica e industrial
- programación
- termodinámica
- ciencias de los materiales
- gestión de empresas
- diseño y fabricación asistidos por computadora
- estadística
- electrotecnia
- gestión de proyecto
- mecánica hidráulica
- inglés y lenguas extranjeras
- mecánica de las estructuras
- ingeniería de procesos
- dinámica y vibraciones

El diploma es equivalente a un máster en ingeniería industrial, mecánica y energética.

## Cooperaciones académicas

### Cooperaciones Francesas

#### ParisTech
Artes y Oficios ParisTech es miembro fundador del ParisTech, donde cada escuela de ingeniería miembro está considerada como la mejor en su campo de especialización.

#### Dobles titulaciones
Los estudiantes pueden conseguir dos diplomas en 4 años con uno de los siguientes organismos :
- Supélec
- Polytechnique
- IAE Paris
- ESTP

### Cooperaciones internacionales

#### Dobles titulaciones
Los estudiantes pueden conseguir dos diplomas en 4 años con uno de los siguientes organismos :
- Georgia Institute of Technology (Georgia Tech), Atlanta, Estados Unidos
- Universidad de Karlsruhe, Karlsruhe, Alemania
- Escuela Politécnica de Montreal, Montreal, Canadá
- Universidad de Linköping, Linköping, Suecia
- Universidad Carlos III de Madrid, Madrid, España[4]
- Universidad del País Vasco, Bilbao, España[5]
- Universidad de Valladolid, Valladolid, España
- Universidad Nacional de Córdoba, Córdoba, Argentina
- Universidad El Bosque, Bogotá, Colombia
- Universidad Libre (Colombia), Barranquilla, Bogotá, Cali, Cartagena, Cúcuta, El Socorro (Santander) y Pereira en Colombia.
- Universidad del Norte (Colombia), Barranquilla, Colombia.

#### Acuerdos de intercambios
Universidades no francesas con las que ENSAM ha firmado acuerdos de intercambio y colaboración:
- Universidad de Zaragoza, Zaragoza, España
- Universidad de Queensland, Brisbane, Australia
- Universidad Beihang, Pekín, China
- École de Technologie Supérieure, Quebec, Canadá
- Escuela de Ingeniería de Antioquia, Medellín, Colombia
- Universidad de Antioquia, Medellín, Colombia
- Universidad técnica de Dinamarca, Copenhague, Dinamarca
- Université de California (Berkeley), Berkeley, Estados Unidos
- Massachusetts Institute of Technology (MIT), Cambridge, Estados Unidos
- Texas A&M (TAMU), College Station, Estados Unidos
- Universidad de Bristol, Bristol, Reino Unido
- Imperial College London, Londres, Reino Unido
- Universidad de Cranfield, Bedford, Reino Unido
- Universidad de Valladolid, Valladolid, España
- Instituto Tecnológico de Buenos Aires, ITBA, Buenos Aires, Argentina
- Universidad de Oviedo, Gijón, España
- Instituto Tecnológico de Estudios Superiores de Monterrey, Monterrey, México
- Universidad Nacional del Litoral, FIQ, Santa Fe, Argentina
- Universidad Nacional Experimental del Táchira, San Cristóbal, Táchira, Venezuela
- Universidad Tecnológica De Pereira, UTP, Pereira, Risaralda, Colombia

## Cooperaciones industriales

### Iniciativas aeronáuticas
Desde más de veinte años, la escuela desarrolla sus influencia en el campo del aeronáutica. Arts et Métiers ParisTech es miembro fundador del grupo France AEROTECH. También está implicado en las cooperaciones con Aerospace Valley, AS Tech y Pegase PACA.

## Vida estudiante

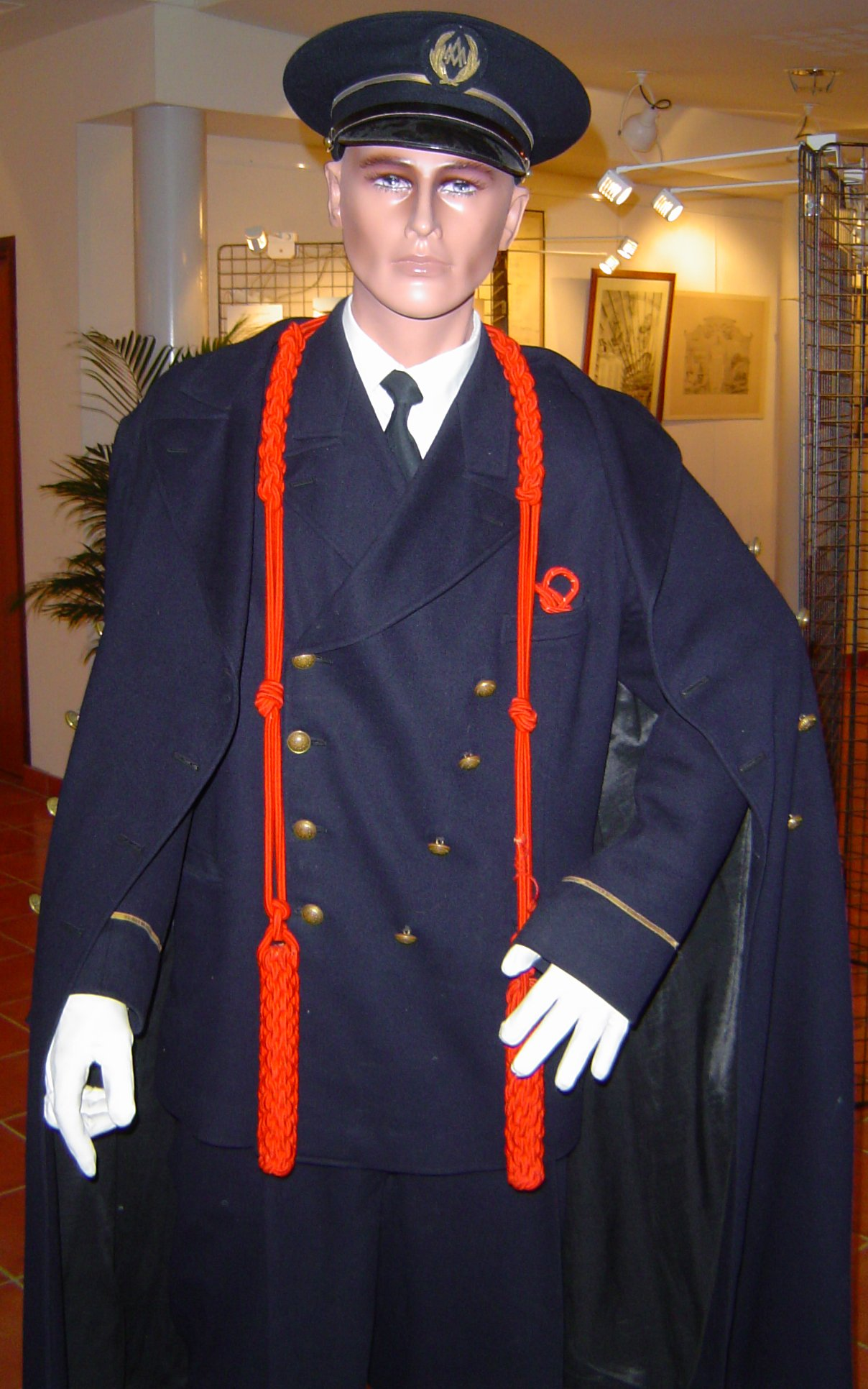
Uniformo actual de los estudiantes.

Los Gadzarts tienen muchas tradiciones desde más de dos siglos. Entre estas tradiciones, los estudiantes llevan o el uniformo, estigma del pasado militar, o una blusa grise, la biaude, generalmente personalizada con arreglo a su personalidad o el CER.
Los estudiantes son partes de numerosas asociaciones deportivas (campeonatos universitarios de balonvolea, fútbol, baloncesto...)y también organizan una olimpiada entre los 8 CER, una vez por año. Asociaciones culturales y clubes tecnológicos son también muy variados (robótica, eco-maratón, carreras automovilísticas).